# Египатски кедиват
Египатски кедиват (арап. خديوية مصر‎; османски турски: خدیویت مصر) је била вазална држава Османског царства која је од 1867. до 1914. године постојала на територији данашњег Египта.

## Формирање
Египтом од 1805. године влада династија Мухамед Али. Њен оснивач, Мухамед Али, са турским султаном је водио два рата у којима се изборио за наследно право намесништва над Египтом. Године 1863. на египатски престо дошао је Исмаил, Мухамедов унук. Био је велики обожавалац Запада. Жудео је да Египат учини европском, а не афричком земљом. То је довело до више непромишљених и неодмерених трошкова који су, истина, подигли ниво живота и модернизације Египта, али су истовремено довели до његове пропасти. Исмаил је 1867. године од турског султана по високој цени купио титулу кедива (господара).

## Британска окупација Египта
У време Исмаилове владавине, европски чиновници, васпитачи, саветници и војници масовно су пристизали у Египат. Странци су имали повлашћени положај; били су ослобођени од високих пореза, за њих су формирани посебни судови и сл. То је довело до гурања Египћана у страну, а истовремено и до појаве египатског национализма. Резултат је националистички устанак Ураби-паше 1881. године. Француска се повлачи, а Британија је одлучила да војно интервенише. Дана 11. јула 1882. бомбардована је Александрија, а након четири дана град је освојен. Након победа у бици код Тел ел Кабира (Гарнет Вулзли и Ураби-паша) Британија је загосподарила Египтом. Стратешка важност Суецког канала била је превелика да би Британци могли толерисати независност Египта. Влада у Лондону је, након извесних недоумица, одлучила да у Каиру постави генералног конзула. Он би требало да влада Египтом у име Британаца. Египат се сада налазио у парадоксалној ситуацији. Званично је и даље био део Османског царства, али је њиме управљао вицекраљ (кедив) независан од Истанбула који је, заправо, био под политичком и војном контролом Велике Британије.

## Укидање кедивата
Египатски кедиват постојао је до избијања Првог светског рата. Већ 5. августа, египатска влада је објавила документ који је у суштини значио објаву рата Централним силама. Како је Османско царство стало на страну Немачке и Аустроугарске, Британци су и формално прогласили крај турском суверенитету и увели свој протекторат у Египат који је проглашен султанатом.